# Myotis elegans
Myotis elegans (Hall, 1962) è un pipistrello della famiglia dei Vespertilionidi diffuso nell'America centrale.

## Descrizione

### Dimensioni
Pipistrello di piccole dimensioni, con la lunghezza totale tra 71 e 78 mm, la lunghezza dell'avambraccio tra 32,9 e 33 mm, la lunghezza della coda tra 32 e 34 mm, la lunghezza del piede tra 7 e 7,5 mm, la lunghezza delle orecchie tra 11 e 12 mm.

### Aspetto
La pelliccia è corta. Le parti dorsali sono bruno-rossastre oppure arancioni, mentre le parti ventrali sono giallo-brunastre o arancioni pallide, con la base dei peli marrone scura. Il muso è bruno-rosato, con una frangia di setole sopra le labbra. Le orecchie sono bruno-grigiastre, strette e appuntite. Le membrane alari sono nerastre e attaccate posteriormente alla base delle dita dei piedi, i quali sono piccoli. La coda è lunga ed inclusa completamente nell'ampio uropatagio.

## Biologia

### Comportamento
L'attività predatoria inizia subito dopo il tramonto.

### Alimentazione
Si nutre di insetti.

## Distribuzione e habitat
Questa specie è diffusa dallo stato messicano centrale di San Luis Potosí fino alla Costa Rica.
Vive nelle foreste decidue e sempreverdi fino a 750 metri di altitudine.

## Conservazione
La IUCN Red List, considerato il vasto areale, la popolazione presumibilmente numerosa e la presenza in diverse aree protette, classifica M.elegans come specie a rischio minimo (Least Concern)).